# Signalhoru

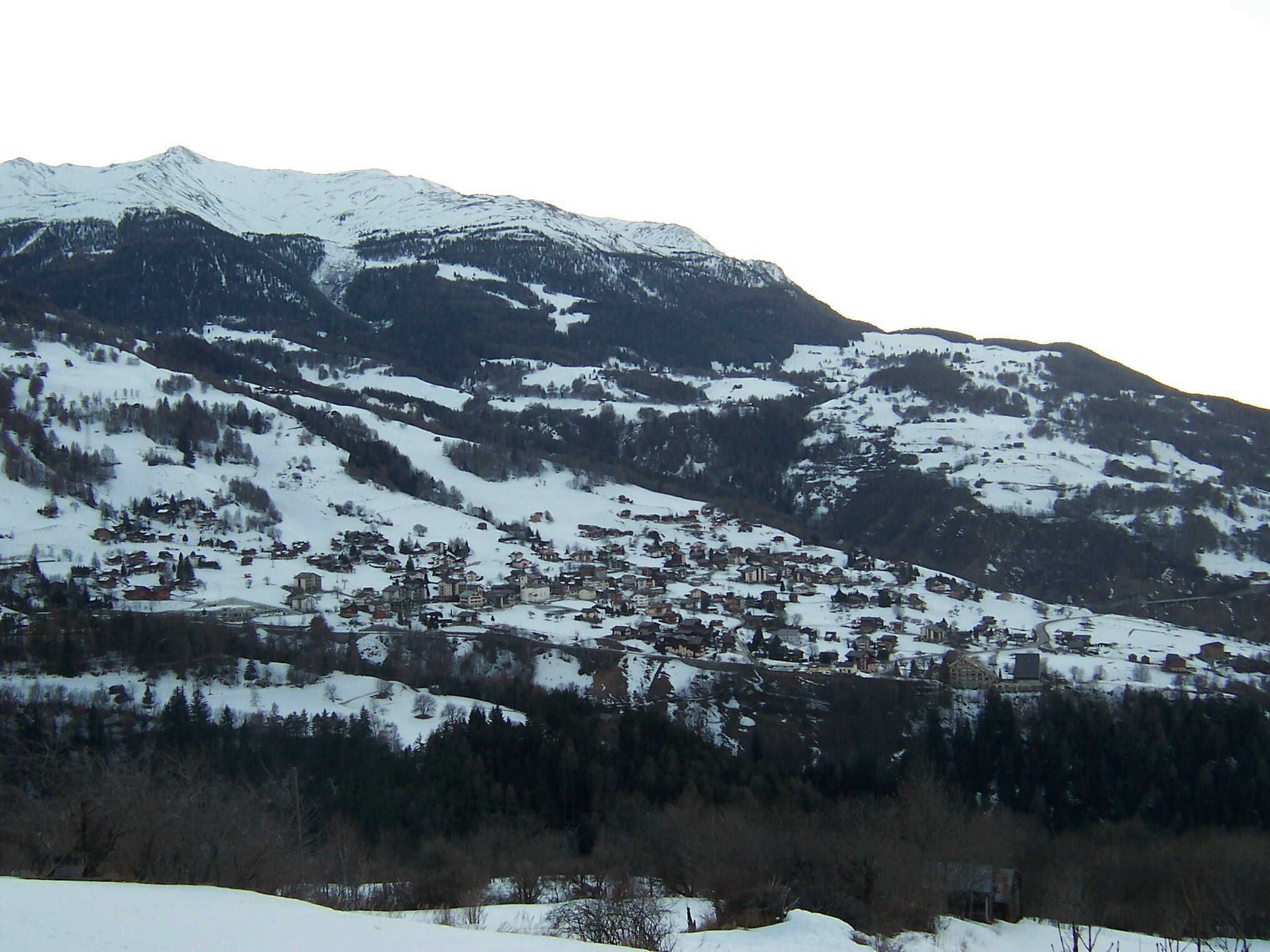
Signalhoru (ganz links) über Unterbäch

Das Signalhoru ist ein Berg in den Alpen im Schweizer Kanton Wallis.
Der Gipfel liegt auf einer Höhe von 2910 m ü. M. auf der Grenze der Gemeinden Eischoll (Norden), Ergisch (Westen) und Unterbäch (Osten). Er ist über die Normalroute via Nordwestgrat im Schwierigkeitsgrad T3 erreichbar.
Die in den 1970er-Jahren erstellte Satellitenbodenstation signalhorn.com in Leuk ist aktuell nach diesem Berg benannt.